# 세토 아사미
세토 아사미(일본어: 瀬戸 麻沙美 せと あさみ[*], 1993년 4월 2일 ~ )는 일본의 여성 성우이다. 2011년 방랑소년을 통해서 성우로 데뷔하였다.

## 주요 출연작

### 애니메이션
- 2011년
  - 그날 본 꽃의 이름을 우리는 아직 모른다 - 마츠유키 아츠무(어린시절)
  - 로큐브! - 하카마다 카게츠
  - 방랑소년 - 타카츠키 요시노(데뷔작)
  - 치하야후루 - 아야세 치하야
  - DOG DAYS - 아메리타 트란베
  - Fate/Zero - 코토네

- 2012년
  - 마기 The labyrinth of magic - 이청순
  - 아이카츠! - 호시미야 라이치, 카미야 시온
  - 윤회의 라그랑제 - 핀 에 루드 쉬 라핀티
  - 윤회의 라그랑제 season2 - 핀 에 루드 쉬 라핀티
  - 전희절창 심포기어 - 토모사토 아오이
  - DOG DAYS' - 아메리타 트란베
  - TARI TARI - 미야모토 코나츠

- 2013년
  - 로큐브!SS - 하카마다 카게츠
  - 스트라이크 더 블러드 - 아이바 아사기
  - 전희절창 심포기어 G - 토모사토 아오이
  - 치하야후루2 - 아야세 치하야
  - 특례조치단체 스텔라 여학원 고등과 C3부 - 하루나 린
  - 큐티클 탐정 이나바 - 나츠키
  - 혁명기 발브레이브 - 사시나미 쇼코

- 2014년
  - 마법전쟁 - 이소시마 쿠루미
  - 베이비 스텝 - 사사키 히메코
  - 에스카와 로지의 아틀리에 - 윌벨 폴 에르스리트
  - 위치 크래프트 워크스 - 카가리 아야카
  - 캡틴 어스 - 아사노다 쿠미코
  - 하이큐!! - 미치미야 유이
  - selector infected WIXOSS - 우라조에 이오나
    - selector spread WIXOSS - 이오나[4]

- 2015년
  - 데스 퍼레이드 - 흑발의 여자(치유키)
  - 도쿄 구울 - 마도 아키라
  - 마법소녀 리리컬 나노하 ViVid - 파비아 크로젤그
  - 몬스터 아가씨가 있는 일상 - 키
  - 발키리 드라이브 머메이드 - 샤를로트 샤르젠
  - 식극의 소마 - 호조 미요코
  - 오버로드 - 시즈 델타
  - 우라와의 우사기짱 - 타카사고 우사기
  - 음악소녀 - 쿠마가이 에리
  - 전희절창 심포기어 GX - 토모사토 아오이
  - Charlotte - 메도키
  - DOG DAYS'' - 아메리타 트란베

- 2016년
  - 레갈리아 The Three Sacred Stars - 잉그리드 티에스트
  - 마크로스 Δ - 미라쥬 파리나 지너스
  - 문호 스트레이 독스 - 히구치 이치요
  - 판타시 스타 온라인 2 - 마스터 네즈미
  - 하루치카~하루타와 치카는 청춘한다~ - 세리자와 나오코
  - 하이큐!! - 미치미야 유이
  - NORN9 - 시라누이 나나미
  - ViVid Strike! - 파비아 크로젤그

- 2017년
  - 포켓몬스터 썬&문 - 여경
  - 그랑블루 판타지 - 제시카
  - 센토루의 고민 - 키미하라 리노
  - 전희절창 심포기어 AXZ - 토모사토 아오이
  - 식극의 소마 세번째 접시 - 호조 미요코

- 2018년
  - 도사의 무녀 - 오리가미 유카리
  - 도쿄 구울:re - 마도 아키라
  - 스노하라장의 관리인씨 - 야마나시 스미레
  - 오버로드 2기, 3기 - 시즈 델타
  - 일곱 개의 미덕 - 우리엘
  - 째깍째깍 - 마지마 쇼코
  - B: The Beginning - 호시나 리리
  - 중신기 판도라 - 에밀리아 바리
  - LOST SONG - 알뤼 룩스
  - 레이튼 미스터리 탐정사 카트리의 수수께끼 파일 - 메리나 트라이튼
  - 청춘 돼지 시리즈 - 사쿠라지마 마이 [5]
  - 음악소녀 - 쿠마가이 에리

- 2019년
  - 방패 용사 성공담 - 라프타리아
  - 황야의 코토부키 비행대 - 레오나
  - B-PROJECT ~절정*이모션~ - 스미소라 츠바사

- 2021년
  - 트로피컬 루즈! 프리큐어 - 타키자와 아스카/큐어 플라밍고

### 극장판 애니메이션
- 그날 본 꽃의 이름을 우리는 아직 모른다 - 마츠유키 아츠무(어린시절)
- 극장판 어떤 마술의 금서목록 엔디미온의 기적 - 메어리 스피어헤드
- 코드 기아스 망국의 아키토 - 페릴리 발트로우
- 걸즈 앤 판처 극장판 GIRLS und PANZER der FILM - 니시 키누요
- 팝핀Q - 코미나토 이스미
- 기동전사 건담 THE ORIGIN - 판 리
- 극장판 마크로스 Δ 격정의 왈큐레 - 미라쥬 파리나 지너스
- 우주의 법: 여명편
- 청춘 돼지는 꿈꾸는 소녀의 꿈을 꾸지 않는다 (영화) -  사쿠라지마 마이
- 청춘 돼지는 책가방 소녀의 꿈을 꾸지 않는다 (영화) -  사쿠라지마 마이
- 더 퍼스트 슬램덩크
- 극장판 오버로드 성왕국편 - CZ2128 델타

### 게임
- 그랑블루 판타지 - 제시카
- 그리모어 ~사립 그리모와르 마법학원~ - 유사 나루코
- 누구를 위한 알케미스트 - 펜서
- 데스티니 차일드 - 미리나
- 도사의 무녀 새겨진 일섬의 등화 - 오리카미 유카리
- 레이싱 무스메 - 소우다 베르노, 오지 엘리자
- 마기아 레코드 마법소녀 마도카☆마기카 외전 - 타츠키 아스카
- 샤리의 아틀리에 - 윌벨 폴 에르스리트
- 샤이닝 레조넌스 - 소니아 브랑슈
- 세계수의 미궁 5 - 보이스 21(왈가닥), 26(야생적)
- 소녀전선 - IWS-2000, 컨텐더
- 슈퍼로봇대전 X-Ω - 샤테 쥬드베스틴
- 스쿨걸 스트라이커즈 - 우라바 아오이
- 액시즈 전희 - F-14A 톰캣, 나스호른, 진츠
- 아샤의 아틀리에 - 윌벨 폴 에르스리트
- 에스카와 로지의 아틀리에 - 윌벨 폴 에르스리트
- 벽람항로 - 생 루이
- 파이어 엠블렘 무쌍 - 린다
- 파이어 엠블렘 히어로즈 - 린다
- 하얀고양이 프로젝트 - 카렌 갈란드
- 함대 컬렉션 - 강구트, 카모이
- NORN9 - 시라누이 나나미
- スターリー ガールズ -星娘- - 안드로메다, 소마젤란 은하
- 어떤 마술의 전뇌전기 - 오티누스
- 어떤 마술의 금서목록 환상수속(이매지너리 페스트) - 오티누스
- 원신 - 쿠죠 사라
- 철권 8 - 레이나